# Лало, Эдуар
Эдуа́р Виктуа́р Антуа́н Лало́ (фр. Édouard-Victoire-Antoine Lalo; 27 января 1823, Лилль — 22 апреля 1892, Париж) — французский композитор. Наиболее известное произведение — Испанская симфония (1874).

## Биография
Учился игре на скрипке в своём родном городе, а затем в Париже у Пьера Байо и Франсуа Антуана Абенека; уроки композиции получил у Юлиуса Шульгофа. Играл на скрипке и альте в парижских оркестрах и в составе струнного квартета под руководством Жюля Арменго (с 1855 г.); для этого квартета написал свой струнный квартет. В раннем творчестве Лало преобладали камерные сочинения: два фортепианных трио, скрипичная соната (1856), цикл романсов на стихи Виктора Гюго. Две ранние симфонии были уничтожены автором.
Женитьба в 1865 г., после смерти первой жены, на одной из своих учениц, молодой певице Жюли Бернье-Малиньи, обратила помыслы Лало к опере, однако его первая работа в этом жанре, опера «Фиеско» (фр. Fiesque; 1866, по пьесе Фридриха Шиллера «Заговор Фиеско в Генуе») была отвергнута театрами и впервые исполнена целиком лишь в 2006 году. Это надолго отвратило Лало от работы для театра: только в 1875 г. он приступил к своей второй опере «Король города Ис» (фр. Le Roi d'Ys, по бретонской легенде о затонувшем городе Ис); в 1881 г. она была закончена и ещё семь лет ждала постановки, но зато премьера в 1888 г. в театре Опера-комик принесла композитору шумный успех. Работу над третьей оперой, «Жакерия», Лало завершить не успел. Кроме того, для сцены им был создан ещё балет «Намуна», поставленный в 1882 г. Люсьеном Петипа, но не завоевавший популярности.
Концертные сочинения Лало получили большее признание современников — начиная с Испанской симфонии для скрипки с оркестром (1874), премьера которой была с блеском исполнена другом Лало Пабло Сарасате. Популярностью пользовались и два последующих произведения Лало для скрипки с оркестром — Норвежская рапсодия (1878) и Русский концерт (1879). Есть у Лало и «Русские песни» для виолончели и фортепиано. В стандартный репертуар виолончелистов по сей день входит концерт для виолончели с оркестром (1877), в работе над которым Лало консультировался с его будущим первым исполнителем Адольфом Фишером. Последним крупным сочинением Лало стал фортепианный концерт 1889 года.
Творчество Лало высоко ценил Клод Дебюсси. Об оркестровой сюите из «Намуны» последний писал: «можно сказать, не ища других определений, что это шедевр по ритму и колоритности…».